# Grażyna Plebanek
Grażyna Plebanek (ur. w 1967 w Warszawie) – polska pisarka, felietonistka, autorka bestsellerowych powieści i opowiadań, autorka sztuk teatralnych. Pisze też scenariusze filmowe. Publikuje w języku polskim, angielskim, holenderskim, francuskim. Warszawianka, od 2005 mieszka w Brukseli. W latach 2000–2005 mieszkała w Sztokholmie.

## Życiorys
Grażyna Plebanek ukończyła filologię polską na Wydziale Polonistyki Uniwersytetu Warszawskiego. Pracowała jako dziennikarka dla agencji Reuters i „Gazety Wyborczej”.
Stała felietonistka tygodnika Polityka, od 2016 pisze felietony w duecie z Sylwią Chutnik. W Wysokich Obcasach Extra publikuje autorski Słownik Wyrazów Obcych. Od 2010 roku ma swój stały felieton w magazynie Trendy. Laureatka nagrody Złote Sowy za promowanie Polski za granicą. Laureatka nagrody Komisji Artystycznej Wrocławskiego Teatru Współczesnego i nagrody specjalnej w II konkursie dramaturgicznym Strefy Kontaktu za sztukę Pani Furia. Premiera 12 maja 2018. Znalazła się w grupie międzynarodowych artystów, których portrety belgijskiego fotografa Stephana Vanfleterena można oglądać na wystawie w Brukseli otwartej w latach 2009-2019. Książka Nielegalne związki "Illegal liaisons" została wybrana przez These Little Words powieścią roku 2012 w Wielkiej Brytanii. Otrzymała też znakomita recenzję w prestiżowym Publishers Weekly. W 2013 roku zorganizowano spacer po Brukseli śladami bohaterów powieści Nielegalne związki. Spacer udokumentowano na zdjęciach Sabiny Jaworek.
Zaangażowana w sprawy kobiet, edukacji a także społeczne uwarunkowania różnic kulturowych. Bierze udział w licznych konferencjach, panelach dyskusyjnych i spotkaniach. Od lat promuje literaturę polską za granicą występując jako gość na festiwalach literackich. M.in. w styczniu 2018 gościła na festiwalu Writers Unlimited w Hadze (Holandia) gdzie odczytała swoją wersje Ody do radości - hymnu europejskiego.
W grudniu 2017 roku w Londynie spotkała się z czytelnikami podczas rozmowy o książce Condradologia  (wyd. Comma Press) do której napisała po angielsku opowiadanie pt. Mamy. W 2017 roku w Brukseli była gościem na spotkaniu autorskim zorganizowanym w Parlamencie Europejskim. W 2016, w Barcelonie wzięła udział w panelu "How to foster identification with EU?" podczas konferencji European Citizenship in Challenging Times. Gościła na międzynarodowym festiwalu IFOA w Toronto, w 2013 roku, w którym uczestniczyli również Steven King, Margaret Atwood, Salman Rushdie. Brała udział w spotkaniach m.in. z cyklu "Głosy Europy" na Uniwersytecie Bostońskim w Centrum Studiów Europejskich, w Bostonie w 2013 roku. a także konferencji "United in Diversity" w tym samym roku. W ramach promocji Nielegalnych związków spotkała się z czytelnikami w Nowym Jorku, Chicago, Bostonie (University of Boston).
Stale obecna również na arenie polskiego życia literackiego. Bierze udział w najważniejszych festiwalach w Polsce m.in. Conrad Festival, Off Festiwal Festiwal Opowiadania we Wrocławiu, Apostrof. Międzynarodowy Festiwal Literatury, Big Book Festival, Festiwal Stolica Języka Polskiego w Szczebrzeszynie, gdzie spotyka się z czytelnikami i uczestniczy w panelach dyskusyjnych. Na festiwalu w Szczebrzeszynie prowadzi też Letnią Szkołę Pisania.

## Autorka książek

### Powieści
- Madmuazelka, Wydawnictwo Agora, 2023
- Pani Furia, Znak Litera Nova, 2016
- Bokserka, Wydawnictwo W.A.B. (2014, 2017)
- Nielegalne związki, Wydawnictwo W.A.B.(2010, 2014, 2017)
- Przystupa, Wydawnictwo W.A.B.(2007, 2010)
- Pudełko ze szpilkami, Zysk i S-ka 2002; W.A.B. 2006
- Dziewczyny z Portofino, Wydawnictwo W.A.B. 2005; Znak Litera Nova 2018

### Esej literacki
- Słowa na szczęście i inne nienazwane stany duszy, Wydawnictwo Agora, 2019
- Córki rozbójniczki, Wydawnictwo W.A.B., 2013
- Rozbójniczki. Opowieść o ważnych kobietach, Osnova 2021
- Bruksela. Zwierzęcość w mieście, Wielka Litera 2021 - wyróżnienie Nagrody Magellana 2022 w kategorii książek podróżniczych[22]

### Opowiadania
- www.fuckclub.com [w] Zachcianki, Świat Książki 2012
- K. [w] Dziewczyńskie bajki na dobranoc, Amea 2008
- Żywot Gwidona [w] Projekt mężczyzna, Centrum Kultury Zamek 2009
- Oczko [w] Zaraz wracam, Centrum Kultury Zamek 2008
- Łóżko [w] Wbrew naturze, Centrum Kultury Zamek 2010
- W stronę Zośki [w] Piątek, 2:45, Wydawnictwo Filar 2010
- Jestem u siebie, je suis chez moi, home, sweet home [w] Transgresje antologia, Towarzystwo Aktywnej Komunikacji, Wrocław 2014
- Gare du Midi [w] Atlas Brussel, DW B, Leuven 2017

### Wydania zagraniczne
- Illegal Iiaisons:
  - angielskie wydanie Stork Press 2012. tłum. Danusia Stok
  - amerykańskie wydanie New Europe Books 2013. tłum. Danusi Stok
  - wietnamskie wydanie Nha Xuat Ban Tre 2013. tłum. Tieu thuyet

### Audiobooki
- Bokserka, czyta Anna Apostolakis, Biblioteka Akustyczna 2014
- Nielegalne związki, czyta Olga Miłaszewska, Biblioteka Akustyczna 2011
- Dziewczyny z Portofino, czyta Grażyna Plebanek, Biblioteka Akustyczna 2008
- Pudełko ze szpilkami, czyta Izabela Dąbrowska, Biblioteka Akustyczna 2008